# Кометти, Альдана
Альдана Кометти (исп. Aldana Cometti; 3 марта 1996, Буэнос-Айрес, Аргентина) — аргентинская футболистка, защитник клуба «Мадрид» и сборной Аргентины.

## Биография

### Клубная карьера
Профессиональную карьеру начала в «Ривер-Плейт».

### Карьера в сборной
Кометти впервые была вызвана в национальную сборную до 17 в 2011 году, а в 2012 году дебютировала в её составе на Южноамериканских играх (до 17).
8 марта 2014 года Альдана дебютировала в составе основной сборной в матче Одесурских игр против сборной Чили.

## Достижения
«Атлетико Уила»
- Обладательница Кубка Либертадорес: 2018